# Silba bidenticulata
Silba bidenticulata är en tvåvingeart som beskrevs av Mcalpine 1964. Silba bidenticulata ingår i släktet Silba och familjen stjärtflugor. Inga underarter finns listade i Catalogue of Life.